# Дубляны (Ровненская область)
Дубляны (укр. Дубляни) — село в Демидовской поселковой общине Дубенского района Ровненской области Украины.
До 2020 года входило в Демидовский район.
Население по переписи 2001 года составляло 726 человек. Почтовый индекс — 35209. Телефонный код — 3637. Код КОАТУУ — 5621455303.